# Immobilienwirtschaft

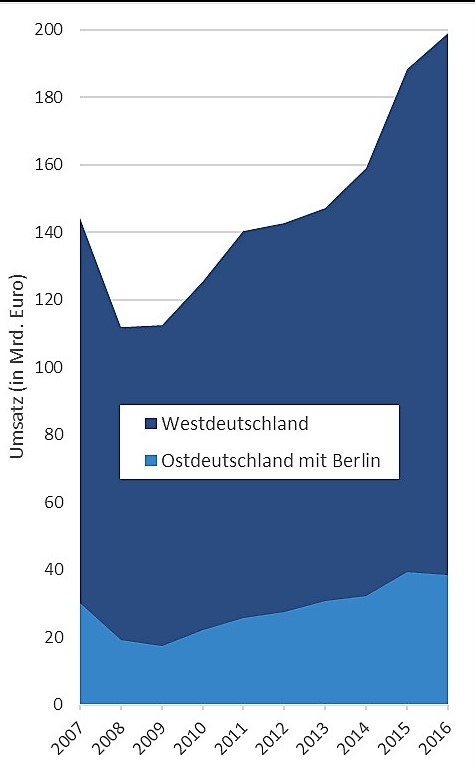
Verlauf des Umsatzes mit bebauten und unbebauten Immobilien in Deutschland (in Mrd. Euro).

Die Immobilienwirtschaft (oder der Immobiliensektor) ist ein Wirtschaftszweig, der sich mit der Entwicklung, Produktion, Bewirtschaftung und Vermarktung von Immobilien beschäftigt. Der Immobilienmarkt ist ein Markt (im mikroökonomischen Sinne) mit speziellen Eigenschaften; ein wichtiger Teilmarkt ist der Wohnungsmarkt.

## Bedeutung der Immobilienwirtschaft
Die Bedeutung der Wohnungs- und Immobilienbranche lässt sich am Anlagevermögen verdeutlichen. Das gesamte Bruttoanlagevermögen von Immobilien betrug Ende 2016 rund 17,3 Bio. Euro. Nach Abzug von Abschreibungen beläuft sich das gesamte deutsche Nettoanlagevermögen in Bauten auf knapp 8 Billionen Euro, wovon circa 4,8 Billionen Euro in Wohnbauten und 3,2 Billionen Euro in Nichtwohnbauten gebunden sind. In den Unternehmen der Immobilienwirtschaft (weite Abgrenzung) arbeiteten im Jahr 2016 rund 3,0 Mio. sozialversicherungspflichtig Beschäftigte, was rund 9,5 % aller abhängig Beschäftigten entsprach.
Die Wohnungs- und Immobilienwirtschaft trägt in erheblichem Maße zur volkswirtschaftlichen Gesamtleistung bei. Gemessen an der gesamtwirtschaftlichen Bruttowertschöpfung erreichte der Wirtschaftszweig des „Grundstücks- und Wohnungswesens“ 2012 einen Anteil von 10 %. Das sind rund 264 Mrd. Euro.

## Zweige der Immobilienwirtschaft
Hinsichtlich der Art der Immobilien kann die Immobilienwirtschaft in folgende Zweige unterteilt werden:
- Grundstückswirtschaft: Erschließung und Vermarktung von Grundstücken
- Wohnungswirtschaft: Bau, Finanzierung, Bewirtschaftung und Vermarktung von Wohnimmobilien, des Weiteren wird zwischen öffentlich gefördertem Wohnungsbau und frei finanziertem Wohnungsbau unterschieden
- Gewerbliche Immobilienwirtschaft: Bau, Finanzierung, Bewirtschaftung und Vermarktung von Gewerbeimmobilien
- Betriebliche Immobilienwirtschaft: Kauf, Anmietung, Bau, Finanzierung, Nutzung, Bewirtschaftung, Verwertung von Betriebsimmobilien

## Aufgaben und Akteure in der Immobilienwirtschaft
Betrachtet man die Aufgaben bzw. Funktionen rund um Immobilien, so lassen sich verschiedene Akteure unterscheiden:
- Funktionsbereich Grunderwerb: privater Eigentümer, Eigentümergemeinschaft, kommunaler Eigentümer, institutioneller Eigentümer
- Funktionsbereich Planung und Genehmigung: Stadtplaner, Kommunen, Bauaufsicht, Architekten, Bauingenieure, Haustechniker, Projektsteuerer, Facility-Manager
- Funktionsbereich Erstellung: Bauträger, Bauindustrie, Bauhandwerk, Bauproduktehersteller
- Funktionsbereich Bewirtschaftung: Vermittlung (Immobilienmakler), Vermietung und Verwaltung, Instandhaltung/Modernisierung, Versorgung/Entsorgung, Reinigung/Sicherung, Facility-Manager
- Funktionsbereich Entsorgung: Abrissunternehmen, Baustoffrecycler, Deponiebetreiber, Entsorgungsunternehmen
- Funktionsbereich Finanzierung: Geschäftsbanken, Hypothekenbanken, Versicherungen, Bausparkassen, Immobilienfonds, Öffentliche Hand, Privatpersonen

## Kernbereich der Wohnungs- und Immobilienwirtschaft
Als Kernbereich der Immobilienwirtschaft kann die Bewirtschaftung und Finanzierung von Immobilien gelten. Die dazugehörigen Aufgaben zuzüglich der Steuerungsfunktionen bei Planung/Genehmigung und Erstellung/Bau in Immobilienprojekten sind Kernfunktionen von Immobilienunternehmen.
Der Kernbereich der Bewirtschaftung und Finanzierung von Immobilien wird oft auch zusammenfassend als Wohnungs- und Immobilienwirtschaft bezeichnet, die auf Wohnimmobilien einschl. Grundstücke ausgerichtete Bewirtschaftung, Finanzierung und Vermarktung als Grundstücks- und Wohnungswirtschaft.
Zu den Akteuren, die im Kernbereich der Wohnungs- und Immobilienwirtschaft tätig sind, zählen vor allem:
- Immobilienmakler
- Wohnungsunternehmen (Wohnungsbaugesellschaften, Wohnungsgenossenschaften)
- (Gewerbe-)Immobilienverwaltungen
- Hausverwaltungen
- Geschäfts- und Hypothekenbanken
- Immobilienfondsverwaltungen
- Corporate Real Estate Manager, also Mitarbeiter im Corporate-Real-Estate-Management eines Non-Property-Unternehmens

## Berufe in der Immobilienwirtschaft
Zu den Berufen in der Wohnungs- und Immobilienwirtschaft gehören nach Angabe der Arbeitsagentur, BerufeNet beispielsweise:
Ausbildungsberufe
Assistent - Gebäudeservice, Immobilienassistent, Kaufmann in der Grundstücks- und Wohnungswirtschaft bzw. Immobilienkaufmann (neue Ausbildungsordnung 2006), Wirtschaftskaufmann - Wohnungswirtschaft
Weiterbildungsberufe, Sonderfachkräfte und Spezialisierungen
Betriebswirt (staatl. gepr.) - Grundst.- und Wohnungsw., Betriebswirt (staatl. gepr.) - Wohnungsw. Realkredit, MCR (Master of Corporate Real Estate von CoreNet Global), Corporate Real Estate Manager (IREBS), Real Estate Asset Manager, Certified Real Estate Investment Analyst, Master of Business Administration in Real Estate, Dipl.-Immobilienökonom (ADI), Immobilienökonom (EBS), Immobilienökonom (IREBS), Immobilien-Ökonom (WBS), Immobilien-Ökonom (GdW), Immobilien-Ökonom (IHK), Handelsimmobilienökonom, Dipl.-Sachverständiger - Immobilien, Fachkaufmann - Verwaltung von Wohnungseigentum, Fachmann - Gebäudebewirtschaftung, Fachwirt - Facility Management, Fachwirt - Grundstücks- u. Wohnungswirtschaft, Facility-Manager, Hausverwalter, Immobilienfachwirt, Immobilienwirt, Immobilienmakler, Kommunal. Gebäudewirt, Leiter Ferienanlage - Eigentumsferienhäuser/-wohnungen, Service-Manager
Berufe, die ein Studium voraussetzen (Universität/Hochschule, Fachhochschule, Berufsakademie …)
Dipl.-Betriebswirt (FH oder Uni) - Diplom-Wirtschaftsingenieur (Immobilie) (FH oder Uni) - Bachelor of Arts oder Engineering - Master of Arts, Science oder Engineering

## Kommunikation
Für die Branche haben sich mittlerweile verschiedene Fachforen als zentrale Kommunikationsorte herausgebildet. Hier ist jedoch zu unterscheiden zwischen Foren deren Zielgruppe hauptsächlich nichtgewerbliche Marktteilnehmer sind, d. h. private Mieter und Vermieter, Käufer und Verkäufer sowie Miet- und Kaufinteressenten und denjenigen Foren, die sich ausschließlich an rein gewerbliche Marktteilnehmer richten.
Die ersteren basieren in der Regel auf öffentlich gehaltenen Webforen und kreisen inhaltlich fast ausschließlich um die Themenbereiche Mieten und Kaufen von Wohnimmobilien. Auf Grund der meist fehlenden Registrierungsverpflichtung bzw. der Zulässigkeit, mit Nicknamen auftreten zu können, ist die fachlich-inhaltliche Qualität dieser Foren eher als gering einzuschätzen.
Bei den Branchenforen, die sich ausschließlich an gewerbliche Branchenteilnehmer richten, hat sich im Laufe der Jahre herausgestellt, dass nur eine Handvoll Plattformen dazu in der Lage war, den Bedürfnissen der Fachteilnehmer zu entsprechen, so dass der Markt für Branchenforen im Immobiliensektor sehr überschaubar ist.
Zusätzlich zu den vielen unterschiedlichen Fachforen, die noch bis heute existieren, spezialisierten sich diverse Verlage auf die Immobilienwirtschaft und publizieren Special-Interest Titel beziehungsweise Fachzeitschriften für die Branche. Die verschiedenen Tätigkeiten in der Branche setzen einen hohen Informationsfluss und grundlegendes Branchenwissen voraus, weshalb jeder Immobilienprofi durch eben solche Publikationen (und auch Onlineportale) Informationen einholt.